# Marina Sudakova
Marina Sudakova, (ryska: Марина Владимировна Судакова) född Jarzewa 17 februari 1989 i Volgograd i Sovjetunionen, är en rysk handbollsspelare.

## Karriär

### Klubblagsspel
Sudakowa började spela handboll i en skola i Volgograd. 15 år gammal anslöt hon till Rostov-Don, och började spela för andralaget i klubben men debuterade snart för A-laget i föreningen. Med Rostov-Don vann hon 2007, 2008, 2012 och 2015 den ryska cupen liksom ryska mästerskapstiteln 2015. Säsongen 2016-2017 spelade hon för Kuban Krasnodar. Året efter anslöt hon åter till Rostov-Don. Med Rostov vann hon 2018 och 2019 det ryska mästerskapet

### Landslagsspel
Sudakowa har spelat 100 landskamper för ryska landslaget och gjort 171 mål. Med Ryssland har hon tagit hem en bronsmedalj i EM 2008,  VM titeln 2009 och som främsta merit OS-guld i Rio de Janeiro 2016. 2018 var hon med och vann silver i EM 2018 i Frankrike. I VM 2019 i Japan var hon inte med i ryska bronslaget men tillhörde bruttotruppen.